# Šíp
Šíp (deutsch: „Pfeil“) ist eine landesweit erscheinende tschechische Boulevardzeitung. Sie erscheint seit dem 4. Oktober 2005 anstatt der Prager Zeitung Večerník Praha (früher auch Večerní Praha, deutsch Prager Abendzeitung).
Es handelt sich dabei um eine Boulevardzeitung mit 16 bis 32 Seiten, wobei ein Schwerpunkt der Berichterstattung das aktuelle Landesgeschehen ist, aber auch nationaler und internationaler Sport. Die Zeitung wird von der Aktiengesellschaft Vltava-Labe-Press verlegt, die zur Verlagsgruppe Passau gehört.